# Municipio de New Market (Carolina del Norte)
El municipio de New Market (en inglés: New Market Township) es un municipio ubicado en el  condado de Randolph, en el estado estadounidense de Carolina del Norte. En el censo del año 2010 tenía una población de 6.620 habitantes. Tiene una población estimada, en 2019, de 6.936 habitantes.

## Geografía
El municipio de New Market se encuentra ubicado en las coordenadas 35°52′41.49″N 79°53′36.13″O / 35.8781917, -79.8933694.